# Escut de Sant Vicenç de Torelló

Escut oficial de Sant Vicenç de Torelló

L'escut oficial de Sant Vicenç de Torelló té el següent blasonament:
Escut caironat: de porpra, un mont d'or movent de la punta somat d'un castell d'argent obert acostat de 2 sautorets d'or. Per timbre una corona mural de poble.

## Història
Va ser aprovat el 25 de novembre de 1996 i publicat al DOGC el 27 de desembre del mateix any amb el número 2298.
El castell dalt del turó recorda el de Torelló, ja que el poble de Sant Vicenç va pertànyer a aquest municipi fins al 1630. El sautor és l'atribut de sant Vicenç màrtir, patró de la localitat.